# رين براون
رين براون (بالإنجليزية: Raine Brown)‏ هي ممثلة أمريكية، ولدت في 1950 في الولايات المتحدة.

## وصلات خارجية
- رين براون على موقع IMDb (الإنجليزية)
- رين براون على موقع ألو سيني (الفرنسية)
- رين براون على موقع أول موفي (الإنجليزية)
- رين براون على موقع قاعدة بيانات الفيلم (الإنجليزية)
- رين براون على موقع كينوبويسك (الروسية)